# Vasodilatatie
Vasodilatatie is het verwijden van de bloedvaten door middel van de daar aanwezige spieren. Het doel hierbij is de bloeddruk te verlagen. Dit kan nodig zijn bij onder andere een te groot extracellulair volume, wanneer men ligt en/of slaapt en bij een hoge omgevingstemperatuur. Bovendien is vasodilatatie samen met vasoconstrictie een belangrijk proces in de regulatie van de bloedtoevoer naar organen. Bij een te lage bloeddruk (bijvoorbeeld door ernstig bloedverlies) kan een patiënt in shock raken.
Vasodilatatie gebeurt ook bij seksuele stimulatie van de penis of clitoris.